# Мар'янівська сільська рада (Гребінківський район)
Мар'янівська сільська рада — колишній орган місцевого самоврядування у Гребінківському районі Полтавської області з центром у селі Мар'янівка.

## Населені пункти
Сільраді були підпорядковані населені пункти:
- c. Мар'янівка
- с. Новодар

## Пам'ятки
На території сільської ради в селі Мар'янівка розташована ботанічна пам'ятка природи місцевого значення «Гребінчин каштан».